# Inzier
Inzier (ros. Инзер) – wieś (sieło) w Rosji, w Baszkortostanie, w rejonie biełorieckim. W 2010 liczyła 4329 mieszkańców.

## Urodzeni
- Guzal Sitdykowa - baszkirska pisarka i poetka.